# Kawachi bankan
Variété
Classification phylogénétique
Le Kawachi bankan, transcription phonétique du japonais 河内晩柑 (Kawachibankan), syllabaire hiragana: かわちばんかん, est un agrume japonais tardif également nommé pamplemousse d'été du Japon. Ce mot est utilisé dans toutes les langues, il est composé de Kawachi  河内町 (Kawauchimachi) - ville japonaise - et de bankan 晩柑 (bankan) qui signifie agrume 柑 du soir 晩 (agrume tardif).

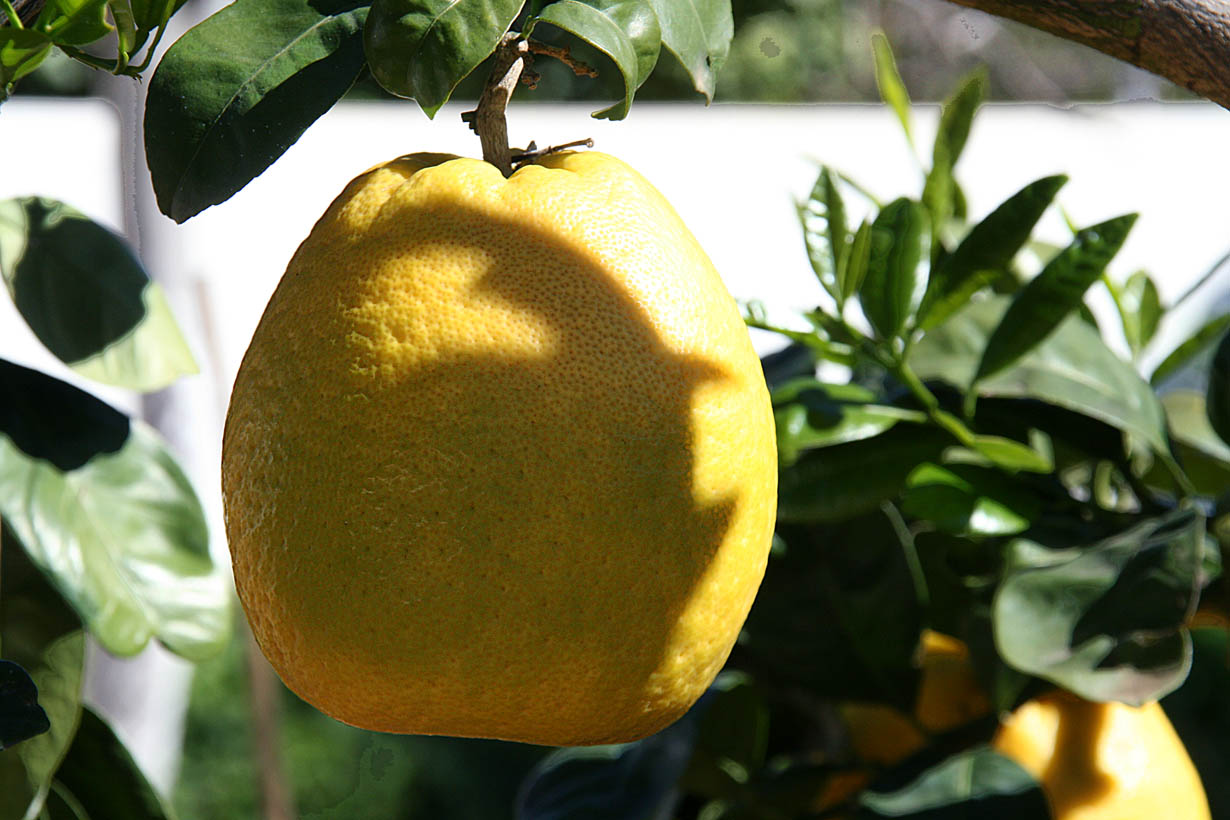
Kawachi bankan avant la récolte

Le fruit juteux, asperme (sans graines), de 350 à 400 g. est récolté tard (de mars à avril), il s'agit d'un agrume de jours longs ) puis laissé en repos à l’obscurité quelques semaines pour une consommation en début d'été. Son équilibre sucre/acide rafraichissant est apprécié, il n’est pas amer,.

## Taxonomie et origine incertaines
Kawachi bankan est souvent classé Citrus x maxima mais Citrus kawachiensis Hort. ex. Y. Tanaka est le nom binomial unique utilisé dans les 7 publications académiques ressentes qui lui sont consacrées, de même chez les sources japonaises. L’équipe de généticiens de Shizuoka (2016) n’a pas élucidé sa généalogie complexe «la filiation du Kawachi bankan demeure incertaine» écrivent-ils, il notent la proximité génétique des cultivars kawachi bankan, ujukitsu et yuge hyōkan et donnent kawachi bankan comme une hybridation soit d'ujukitsu soit de yuge hyōkan par un pollen inconnu, sans en nommer deux cultivars distincts (il existe au Japon des kawachi bankan nommé サワーポメロ (Sawā-pomero) Pomelo aigre de la préfecture de Kagoshima qui semblent différents).
Ujukitsu (Citrus ujukitsu Tanaka) est un gros agrume doux également connu sous les noms de bushukan et tsurukan. 
Yuge hyōkan 弓削瓢柑 (Yuge hyōkan) à la taxonomie incertaine parfois Citrus ampullacea est moins gros que kawachi bankan, et tardif destiné à la consommation refroidi en été dont la production est confidentielle.

### Synonymes ou cultivars?
Une liste de synonymes est donnée pour Kawashi bankan : 美生柑（みしょうかん) (mishōkan (mi shōkan)) mishokan ou miokan, 宇和 (ゴールド) (uwa gōrudo) Uwa d'or, ジューシーフルーツ (jūshī furūtsu) fruit juteux, ジューシーオレンジ (jūshī orenji) orange juteuse le terme misokan est employé par le groupement des producteurs de Fruit Island Maruem.

#### Mishokan
Mishokan qui vient de Mishocho ou ville de Mishō qui a changé de nom pour devenir Ainan (Préfecture d'Ehimé) qui aurait été la première zone de production dans les années 1970 est une marque devenue nom commun, et rebaptisée 愛南ゴールド (Ainan gōrudo) Ainan d'or en 2007. Le site de la ville d'Ainan donne Kawashi bankan (du village de Kawachi, préfecture de Kumamoto où il aurait été découvert en 1930) synonyme de mishokan et précise qu'il en existe différentes variétés selon la région de production et selon les producteurs par exemple 美生柑、宇和ゴールド、天草晩柑、ジューシーフルーツ、灘オレンジ、夏文旦 (Mishōkan, Uwa gōrudo, amakusa bankan, jūshīfurūtsu, nada orenji, natsu buntan) Miokan, Uwa d'or, Amakusa Bankan, fruits juteux, orange Nada, pomelo d'été. Toujours est-il que les poids et les formes des fruits sont hétérogènes.
美生柑 (mishōkan - miokan) est une marque enregistrée à Maruem Fruit Airan à Ainan (Préfecture d'Ehime), Uwa d'or est une marque de la ville d'Uwajima (Préfecture d'Ehime).

#### Bankan de Minamata
A Minamata, préfecture de Kumamoto est cultivé un kawashi bankan tardif  avec peu d'amertume et une «douceur rafraîchissante»: 晩柑 水俣 (ban gān Minamata) agrume tarif de Minamata. Les fruits sont juteux et le jus commercialisé en bouteille. On le trouve aussi avec le nom de Bankan Juicy, Bankan juteux, la taille des fruits est tout aussi hétérogène que celle di mishokan.

## Origine et production
Il aurait été découvert à Kawachi vers 1905 dans la préfecture de Kumamoto qui produit toujours 35% de la production japonaise (à Amakusa), le reste provenant des préfectures d'Ehime  (61% des cultures) et de Kochi.

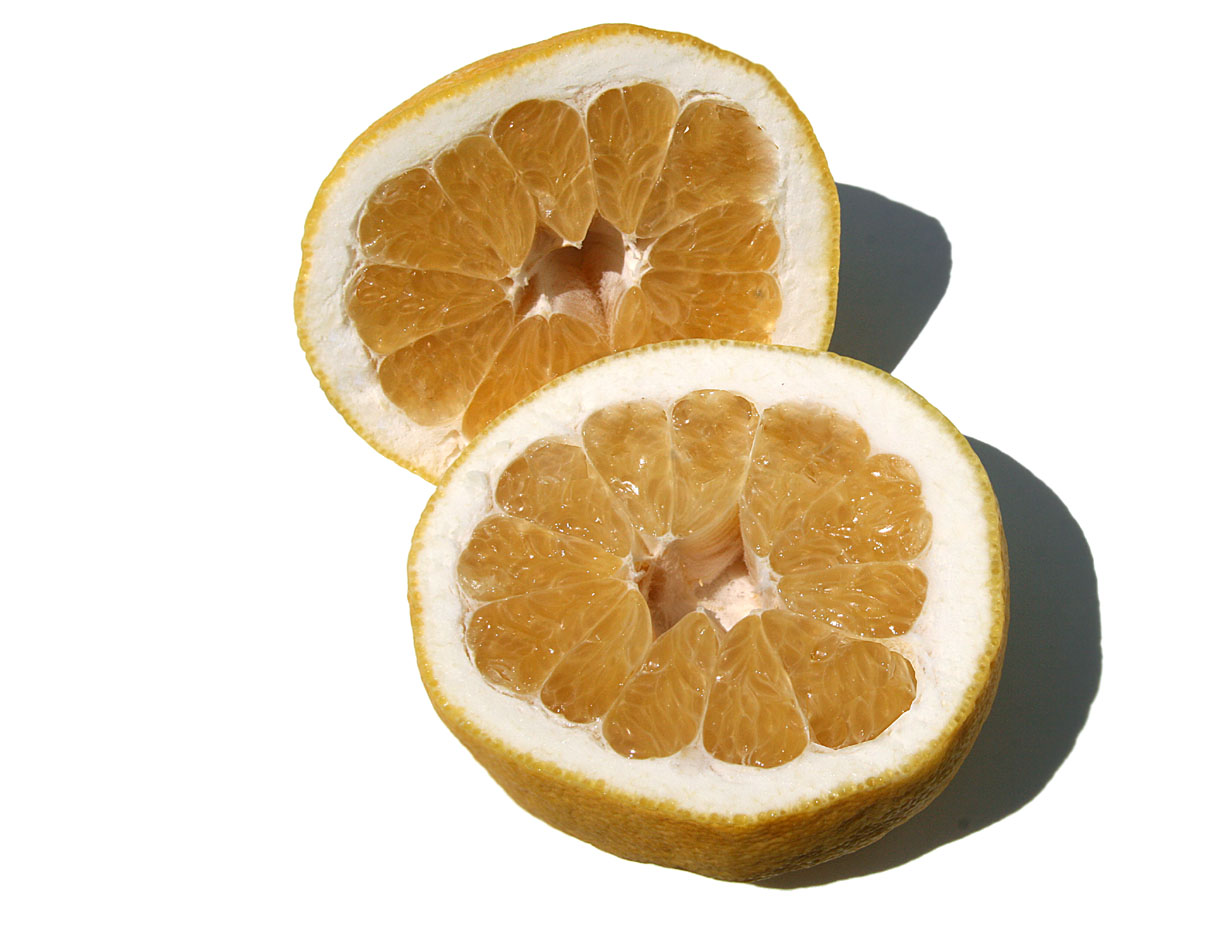
en coupe : absence de graine, couleur lumineuse

La production est peu importante et la notoriété locale: les récoltes s'élevaient à 7 078 t en 2005 et à 8 822 t en 2010, 9 000 t. en 2015 . Son jus est apprécié, il est commercialisé pur, sous forme de boisson et aromatise une bière,,. Il est décrit comme un agrume tardif car la récolte a lieu au Japon 12 à 15 mois après l'anthése, autrement dit on lui laisse passer l'hiver sur l'arbre jusqu'au printemps suivant, mais ceci n'est possible que dans un climat doux, sinon le froid provoque la chute des fruits dès décembre, ils se conservent longtemps à l'intérieur dans un endroit abrité sombre.

## Action pharmacologique, immunologique ou métabolique.
Satoshi Okuyama (Département de Pharmacie de l'Université Matsuyama -  Ehime) et al. publient activement depuis 2019 sur les effets neuroprotecteurs de la peau de Kawachi Bankan et de l'auraptène sur l'hyperglycémie, l'ischémie cérébrale et le maintient l'état du microbiome stressé chez des souris. Ces travaux visent le commercialisation de compléments alimentaires qui préviennent des dégénérescences dues à l'âge (comme pour le shikuwasa).
L'extrait aqueux du zeste a une action anti-inflammatoire in vitro et in vivo chez la souris, il inhibe la production de cytokines inflammatoires en supprimant les niveaux d'expression gènique ainsi que sur les macrophages par la suppression de la phosphorylation des protéines responsables (2019) . Additionné à l'alimentation des souris pendant un mois, il inhibe l'inflammation et le stress oxydatif induits dans le système nerveux central et les tissus périphériques (2023). En 2024, T. Omasa et al. montrent que l'écorce de Citrus kawachiensis contient des quantités plus élevées de 3,5,6,7,8,3′,4′-heptaméthoxyflavone HMF que les autres agrumes, ce HMF administré 16 jours par voie orale à des souris atteinte d'inflammation chronique - facteur de risque de la maladie d'Alzheimer - tend à supprimer l'hyperphosphorylation de la protéine tau, diminue l'activation microgliale dans le cerveau pendant la phase inflammatoire aiguë, favorisé la production de BDNF et la neurogenèse.
Le zeste de Kawachi bankan enrichi d'auraptène a été utilisé pour démontrer les effets positifs de l'auraptène dans l'amélioration des fonctions cognitives chez l'humain en protocole double aveugle (2018). Le teneur en auraptène de la peau de kawachi bankan est qualifiée «d'exceptionnellement élevée» par Yakugaku Zasshi (2021) qui précise qu'une partie de l'auraptène migrant de la peau au jus pendant le pressage il utilise le jus pour ses expériences.